# 1 Tyrolski Pułk Strzelców Cesarskich
1 Tyrolski Pułk Strzelców Cesarskich (niem. 1. Regiment der Tiroler Kaiserjäger) – pułk piechoty cesarskiej i królewskiej Armii. 

## Historia pułku
Pułk został utworzony 20 kwietnia 1895 roku z Feld-Batalionen Nr. 1 do Nr. 4 i Ersatz-Batalions-Cadre Nr. 1.
Okręg uzupełnień – Innsbruck.
Kolory pułkowe: trawiasty (niem. grasgrün), guziki złote.
Dyslokacje w latach 1903: Dowództwo oraz batalion IV stacjonowały w Innsbrucku. I batalion w Meran, II w Franzensfeste, a III batalion w Schwaz.
Dyslokacje w latach 1904–1908: Dowództwo oraz bataliony III i IV stacjonowały w Innsbrucku. I batalion w Meran, II w Bruneck, w 1907 został przeniesiony do Cles.
Dyslokacje w latach 1909–1911: Dowództwo oraz bataliony III i IV stacjonowały w Innsbrucku. I batalion w Untermais, II w Cles, a w 1910 został przeniesiony do Malè.
Dyslokacje w roku 1914: Dowództwo oraz wszystkie bataliony z wyjątkiem III zostały zgromadzone w Trieście, III batalion pozostał w Innsbrucku.
W czasie I wojny światowej pułk walczył z Rosjanami w Galicji. Wchodził w skład 3 Armii XIV Korpus.
Żołnierze pułku są pochowani m.in. na cmentarzach wojennych w Uściu Gorlickim i Sękowej i w kwaterze nr 238 Parkosz

## Żołnierze
Komendanci pułku
- płk Arthur Leuzendorf von Campo di Santa Lucia (1900)
- płk Emil Grivicic (1903–1906)
- płk Friedrich Kruis (1907–1910)
- płk Guido Novak von Arienti (1911–1913)
- płk Karl Hollan (1914)

Oficerowie
- ppor. rez. Julian Dadlez
- ppor. rez. Romuald Sidorski